# Лозинская, Жанна Михайловна
Жанна Михайловна Лозинская (род. 3 марта 1944 года, СССР) — советский и российский историк, учёный, политический деятель, депутат Государственной Думы ФС РФ первого созыва (1993—1995) и второго созыва (1995—1999).

## Биография
В 1961 году работала медсестрой в Тульской областной больнице. С 1963 по 1964 год работала на заводе электромонтажницей. В 1968 году получила высшее образование в Тульском политехническом институте. С 1969 по 1970 год работала в Тульском политехническом институте преподавателем технической кафедры. С 1968 по 1990 год работала в партийном комитете ВУЗа, инструктором, заместителем заведующего, заведующей отделом науки и учебных заведений областного комитета КПСС. В 1986 году окончила Академию общественных наук при Центральном комитете КПСС. В 1987 году защитила диссертацию на соискание учёной степени кандидата исторических наук. С 1990 по 1993 год работала в Тульском техническом университете в должности доцента кафедры гуманитарного образования.
В 1993 году избрана депутатом Государственной думы Федерального Собрания Российской Федерации первого созыва. В Государственной думе была членом Комитета по делам Содружества Независимых Государств и связям с соотечественниками, членом комиссии по контролю за электронной системой Государственной думы, входила во фракцию «Женщины России».
В 1995 году избрана депутатом Государственной думы ФС РФ второго созыва. В Государственной думе была членом комитета по делам национальностей, входила в депутатскую группу «Народовластие».

## Законотворческая деятельность
За время исполнения полномочий депутата Государственной думы I и II созыва выступила соавтором 43 законодательных инициатив и поправок к проектам федеральных законов.